# Chitrangada Singh
Chitrangada Singh (Jodhpur, Rajasthan, 30 de agosto de 1976) es una actriz, cantante y productora india que se desempeña principalmente en el ambiente cinematográfico de Bollywood. Ha protagonizado películas como Yeh Saali Zindagi, Hazaaron Khwaishein Aisi, Desi Boyz, Inkaar, I, Me Aur Main y Baazaar.

## Primeros años
Chitrangada Chahal nació en Jodhpur, Rajasthan. Su padre, el coronel Niranjan Singh Chahal es un oficial del ejército indio. Su hermano Digvijay Singh es un golfista profesional. Tras cursar estudios en Meerut en una escuela para señoritas, complementó su formación académica especializándose en nutrición en la Universidad Lady Irwin de Nueva Delhi.

## Carrera

### Debut y receso (2003 to 2010)
Singh empezó su carrera como modelo haciendo una transición hacia la actuación. Tras completar sus estudios realizó algunas campañas publicitarias para marcas como ICICI, Alukkas Jewellery, entre otras. Su aparición en el vídeoclip de la canción Sunset Point de Gulzar llamó la atención de los medios.
Más adelante apareció en otro vídeo musical, esta vez del cantante Abhijeet Bhattacharya. Debutó como actriz en la película del director Sudhir Mishra Hazaaron Khwaishein Aisi en 2003. Su desempeño en la cinta fue alabado. En una reseña del Washington Post, se afirmó que la actriz destacó por darle a la película "un profundo sentido de decencia y dignidad". Más adelante Chitrangada actuó en la cinta de 2015 Kal: Yesterday and Tomorrow.
Se tomó un descanso de la actuación entre 2005 y 2008. En 2008 regresó a la escena con un papel protagónico interpretado junto con Sanjay Suri en la comedia romántica Sorry Bhai!. Su lanzamiento, que coincidió con los atentados terroristas de Bombay de 2008, no obtuvo los números de taquilla esperados.

### Cine comercial (2011–presente)

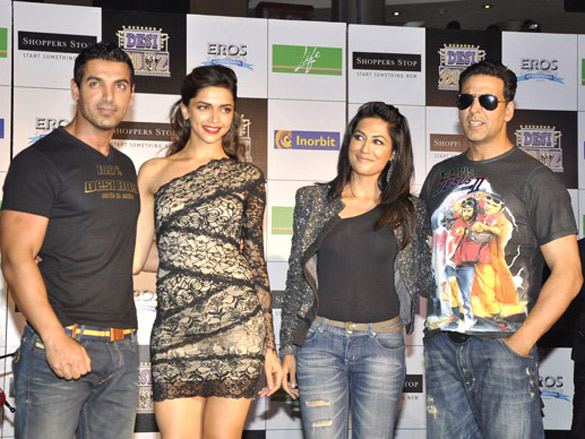
John Abraham, Deepika Padukone, Chitrangada Singh y Akshay Kumar durante la promoción de la cinta Desi Boyz en 2011.

Más adelante protagonizó el filme de Rohit Dhawan Desi Boyz, donde interpretó el papel de una maestra de economía. Desi Boyz contó además con las actuaciones de Akshay Kumar, John Abraham y Deepika Padukone. En la película de Sudhir Mishra Yeh Saali Zindagi (2011), Singh desempeñó el papel de una aspirante a cantante de Delhi que viaja a Bombay para obtener fama y dinero.
En 2012 integró el reparto de la película Joker. Un año después protagonizó I, Me Aur Main con John Abraham . Se reunió de nuevo con su mentor Sudhir Mishra para el cortometraje Kirchiyaan y para el filme Inkaar en 2013. En 2014 apareció en la película tamil Anjaan. Un año después integró el reparto de la cinta Gabbar is Back.

## Plano personal
Chitrangada Singh estuvo casada con el golfista profesional Jyoti Randhawa. La pareja se separó en 2013 y se divorció formalmente en 2014. Tuvieron un hijo llamado Zorawar; su custodia le fue dada a Chitrangada.

## Filmografía
| Año  | Película                    | Idioma | Rol             | Notas                                         |
| ---- | --------------------------- | ------ | --------------- | --------------------------------------------- |
| 2003 | Hazaaron Khwaishein Aisi    | Hindi  | Geeta Rao       |                                               |
| 2005 | Kal: Yesterday and Tomorrow | Hindi  | Bhavana Dayal   |                                               |
| 2008 | Sorry Bhai!                 | Hindi  | Aaliya          |                                               |
| 2011 | Yeh Saali Zindagi           | Hindi  | Priti           |                                               |
| 2011 | Desi Boyz                   | Hindi  | Tanya Sharma    |                                               |
| 2012 | Joker                       | Hindi  | Ella misma      | Aparición especial en la canción "Kafirana"   |
| 2013 | Inkaar                      | Hindi  | Maya Luthra     |                                               |
| 2013 | I, Me Aur Main              | Hindi  | Anushka Lal     |                                               |
| 2013 | Kirchiyaan                  | Hindi  | Prostituta      | Cortometraje                                  |
| 2014 | Anjaan                      | Tamil  | Ella misma      | Aparición especial en la canción "Sirippu En" |
| 2015 | Gabbar is Back              | Hindi  | Ella misma      | Aparición especial en la canción "Aao Raja"   |
| 2017 | Munna Michael               | Hindi  |                 | Cameo                                         |
| 2018 | Soorma                      | Hindi  |                 | Productora                                    |
| 2018 | Saheb, Biwi Aur Gangster 3  | Hindi  | Suhani          |                                               |
| 2018 | Baazaar                     | Hindi  | Mandira Kothari |                                               |